# Zydowo pumpkraftverk
Zydowo pumpkraftverk (polska: Elektrownia Żydowo) är ett vattenkraftverk i östra Polen. Det är landets första pumpkraftverk och används vid hög belastning på elnätet.  
Redan år 1932 fanns det planer på att bygga ett pumpkraftverk mellan sjöarna Kamienne och Kwiecko som ligger i närheten av varandra men med stor höjdskillnad. Det nuvarande kraftverket började byggas år 1961 och slutfördes tio år senare.
Det har tre turbiner varav två är vändbara. De pumpar vatten från  Kwiecko till Kamienne på natten och producerar el om dagen. Verket kan producera 156 MW under drygt fyra timmar vid full effekt. De två reservoarerna är förbundna med en 1,3 kilometer lång och 12 meter bred öppen kanal som mynnar ut i tre 467 meter långa rörledningar till turbinerna.